# 第二紀元
第二紀元(Second Age)，是英國作家約翰·羅納德·瑞爾·托爾金的史詩式奇幻小說系列中的太陽紀第二時代。
第二紀元於由維拉及曼威使者伊昂威帶領的大軍將魔苟斯驅逐到空虛之境為開始。
第二紀元持續了3441年，結束於努曼諾爾帝國滅亡後，精靈及人類最後同盟聯合下使索倫倒臺之時。
這時代描述努曼諾爾帝國的歷史，索倫在中土大陸的崛起（包括九王墜落成戒靈）和有索倫和精靈之間關於魔戒的早期的戰爭。